# اوگاستا (کانزاس)
اوگاستا (به انگلیسی: Augusta) شهری در ایالت کانزاس کشور ایالات متحده آمریکا است که جمعیت آن در سرشماری سال ۲۰۱۰ میلادی، ۹٬۲۷۴ نفر بوده‌است.